# Böhmische Union Bank
Die Böhmische Union Bank (Česká Banka Union), kurz BUB, war eine Bank in der Tschechoslowakei mit nennenswerten Industriebeteiligungen.  Sie verfügte über einen großen Stamm jüdischer Mitarbeiter und Kunden. Nach dem Ende September 1938 geschlossenen Münchner Abkommen, mit dem die Tschechoslowakei das Sudetenland abtreten musste, strebte das Reichswirtschaftsministerium (RWM) die sogenannte "Arisierung" des dortigen Bankwesens an.

## Geschichte
Die Böhmische Union Bank war 1872 mit einem Kapital von 10 Mio. Österreichischen Gulden gegründet worden. Sie verfügte neben einem jüdischen Direktorium über erhebliche Industriebeteiligungen in Deutschland und der Tschechoslowakei. Durch die Bankenkrise 1931 litten alle böhmischen Banken, auch die BUB, unter wirtschaftlichen Schwierigkeiten und Vertrauensverlust der Anleger.

## Arisierung
Am 16. März, also einen Tag nach dem Einmarsch, fand eine Aufsichtsratssitzung der BUB statt, in der Walter Pohle, der keinem Organ der BUB angehörte, unter dem Schutz der Gestapo die jüdischen Vorstandsmitglieder entließ und den Direktor der Revisionsabteilung, Joseph Krebs, zum neuen Generaldirektor einsetzte.
Nach dem durch den ehemaligen Mitarbeiter im RWM Pohle erzwungenen Rücktritt der Direktoren (Otto Freund, Stein, Schubert) und dem geschlossenen Rücktritt aller noch verbliebenen 18 Aufsichtsräte war die Bank ohne Führung und stand vor dem Zusammenbruch. Jüdische Mitarbeiter wurden durch Mitarbeiter der Deutschen Bank ersetzt, darunter Pohle, bis dahin Stellvertretender Direktor in der Berliner Zentrale. Am 5. Juli 1939 wurde der BUB bescheinigt, dass sie nun "arisch" sei. Etwa 400 jüdische Mitarbeiter wurden entlassen. Otto Freund wurde verhaftet und verstarb im Gefängnis.
Bereits am 13. März 1939 war Walter Pohle in der Prager Zentrale der BUB erschienen, um über Forderungen der Deutschen Bank zu verhandeln, die sie wegen der Übernahme der sudetendeutschen Filialen geltend machte.
F. Kavan, ein Prokurist der Deutschen Bank, machte Pohle darauf aufmerksam, dass viele Kleinaktionäre über genaue Insiderkenntnisse der BUB verfügten. "Diese Leute sollen sich ihre Demonstrationsabsichten gut überlegen, da dafür gesorgt wird, dass in der Generalversammlung vom 12. Dezember 1939 auch Leute von der Gestapo [...] anwesend sein werden", erwiderte Pohle.
In der Folgezeit vollzog die Deutsche Bank einen Kapitalschnitt. Die Société générale de Belgique stimmte mit "Enthaltung", dennoch erwarb die Deutsche Bank u. a. durch Kapitalschnitt die Aktienmehrheit und die BUB wurde arisiert. Pohle rückte in den Vorstand auf.
Pohle organisierte 1938 die Übernahme von 23 Filialen (mit ihren Aktiva und Passiva) in den sudetendeutschen Gebieten durch die Deutsche Bank, unter deren maßgeblichem Einfluss die BUB ab März 1939 in eine deutsche Bank umgewandelt wurde. Die Bank war in der Folgezeit ein Instrument der deutschen Wirtschaftsinteressen im Protektorat Böhmen und Mähren vor allem bei "Arisierungsvorgängen" und bei der Förderung deutscher Industrieunternehmen. 1939 befand sie sich in ernsten Liquiditätsnöten.
Die BUB eröffnete 1939 ein Arisierungsbüro. Dieses kaufte auf eigene Rechnung jüdische Unternehmen und veräußerte sie weiter. Des Weiteren finanzierte die BUB regelmäßig Arisierungen durch Gewährung von Krediten.
Die Deutsche Bank baute im südosteuropäischen Raum ein Netzwerk auf. Zunächst kaufte die BUB von westeuropäischen Aktionären deren Anteile an ost- und mitteleuropäischen Unternehmen, darunter die Witkowitz Bergbau- und Eisenhüttengesellschaft, Janina und Huta Bankowa. Dann übernahm sie Aktien von ungarischen Juden. In Jugoslawien kaufte sie Anteile der Zagreber Bankenverein AG und der Bankenverein für Serbien AG. Auch tauschte sie Aktien und Aufsichtsratsposten mit der Creditanstalt-Bankverein.
Im Juli 1943 beklagte Oswald Rösler, Vorstandsmitglied der Deutschen Bank und Vorsitzender des Verwaltungsrats der BUB, die Unmöglichkeit, geeignete Führungskräfte zu finden sowie die vergiftenden Auswirkungen der "Arisierungen". Erst zu diesem Zeitpunkt begann die BUB, Gewinn zu machen. Der Wirtschaftsimperalismus der BUB in den besetzten Ostgebieten begann den Managern in Berlin peinlich zu werden. Die Verteilung des Kapitals der BUB war 1943:
58 % Deutsche Bank,
33 % Creditanstalt,
2 % British Overseas Bank und Société Générale,
7 % weitere Banken.
Gegen Ende des Krieges verfrachtete die BUB ihre gesamten mobilen Vermögenswerte einschließlich der in den Kundendepots geführten Wertpapiere nach Deutschland.

## Guthaben auf den Konten der Deportierten
Ab 24. November 1941 erfolgten die Deportationen ins Lager Theresienstadt. Das "Zentralamt für die Regelung der Judenfrage in Böhmen und Mähren" versorgte die BUB mit Listen und entsprechenden Nummern zur Registrierung. Die Anweisung an die Banken war, die Konten nicht anzutasten, bis hinter dem betreffenden Namen eine zweite Nummer erschien, das war die Deportationsnummer. Dann musste die Bank das Guthaben an den Auswanderungsfond für Böhmen und Mähren überweisen. Die BUB führte zwei dieser Fonds-Konten. Auf diesen Konten wurde ein Teil der Erlöse aus "Arisierungen" gutgeschrieben. Die BUB behielt eine entsprechende Provision. Der Inhalt der Bankschließfächer wurde an die Hadega Handelsgesellschaft m. b. H. verkauft. Bis Juli 1942 verwaltete die BUB geschätzt 364 Mio. CKr. Die Guthaben von im Lager verstorbenen Juden musste die BUB der Gestapo überweisen. Nutznießer dieser Mittel waren u. a. der Lebensborn e. V. in München.

## Nach 1945
Die tschechoslowakische Regierung verstaatlichte die BUB durch Verordnung vom 24. Oktober 1945 entschädigungslos.